# Rhegmoclema rarum
Rhegmoclema rarum är en tvåvingeart som beskrevs av Cook 1971. Rhegmoclema rarum ingår i släktet Rhegmoclema och familjen dyngmyggor. Inga underarter finns listade i Catalogue of Life.